# 伝承忍者シャムロック
伝承忍者シャムロック (でんしょうにんじゃしゃむろっく) は東京都板橋区を中心に活躍しているローカルヒーロー｡

## 設定
テレビや動画配信サービスでの放送は行われていない。
受け継がれる忍術を駆使し､悪の恐ろしい侵略から人々を護る青年が､四葉のクローバーのネックレスで変身する｡
高速かつ強力な戦法で敵を倒す｡

## 他のヒーローとの交流
過去に､ローカルヒーロー祭に登場した事がある｡

## 目的
- 東京都や板橋区の地域活性化の為
- 自然や環境の教育の為